# Praia da Vieira
Praia da Vieira es una localidad y playa situada en la parroquia de Vieira de Leiria, en el municipio de Marinha Grande, Distrito de Leiria, en la región Centro de Portugal. Se encuentra en la franja litoral del municipio, limitada al norte por la desembocadura del Río Lis y al sur por el Pinhal de Leiria.
Conocida por sus extensas playas de arena dorada que se extienden por más de cinco kilómetros, Praia da Vieira es un destino turístico muy popular durante los meses de verano.
La localidad mantiene una fuerte tradición pesquera, destacando la práctica del arte xávega, una técnica tradicional de arrastre con redes desde embarcaciones que posteriormente son tiradas a tierra. Esta práctica, con raíces centenarias, aún puede observarse hoy en día, lo que confiere a la playa un carácter distintivo y culturalmente significativo.
Además de su valor paisajístico, Praia da Vieira está dotada de diversas infraestructuras turísticas, incluyendo alojamientos, bares, restaurantes y un parque acuático. Es también un lugar frecuentado por practicantes de surf, bodyboard y deportes de playa como voleibol de playa o fútbol playa. Durante la temporada alta, la playa cuenta con vigilancia y accesos acondicionados con pasarelas de madera que protegen el ecosistema dunar.
Gracias a su ubicación entre el mar, el río Lis y el pinar del Rey (Pinhal de Leiria), Praia da Vieira ofrece un entorno natural privilegiado, siendo punto de interés tanto para el turismo estival como para quienes buscan paisajes naturales y tradiciones culturales vivas.